# ۲۴ (فصل ۷)
فصل هفتم ۲۴ که با نام روز هفتم نیز شناخته می‌شود در تاریخ ۱۱ ژانویهٔ ۲۰۰۹ آغاز و در ماه مه همان سال پایان یافت.

## داستان
این فصل داستانش مربوط به فسادی است که در دولت ایالات متحده به‌وجود آمده و به نظر می‌رسد عمیق است و بیل بیوکانان دوست جک همراه با کلوئی آبرایان و چندین دوست قدیمی جک این فساد را از بین ببرند و اتفاقاتی برایشان می‌افتد که شامل مردن بیل بیوکانان و دستگیری دختر رئیس‌جمهور آمریکا است.

## اپیزودهای یکم و دوم
در این قسمت‌ها همسر رئیس‌جمهور آمریکا هنری تایلر سعی می‌کند قاتلان پسرش را که چند سال قبل به نظر می‌رسید خودکشی کرده بود پیدا کند، واحد CTU به دلیل این که در بازجویی‌هایشان عمل شکنجه را انجام داده بودند منحل شده‌است و جک به عنوان متهم اصلی در دادگاه دارد محاکمه می‌شود که یک مأمور اف‌بی‌آی به نام رنه واکر برای کمک به اف‌بی‌آی او را منتقل می‌کند تا از تجربه جک در خنثی کردن اعمال تروریست‌ها استفاده شود، همچنین بیل بیوکان و کلوئی آبرایان دوستان جک تلاش می‌کنند فساد داخل دولت را خنثی و عوامل را پیدا کنند، علاوه بر اینها معلوم می‌شود که تونی آلمیدا زنده‌است و برای تروریست‌ها کار می‌کند که جک او را دستگیر می‌کند.

## اپیزودهای میانی
در این قسمت‌ها عوامل یک دولت دیکتاتوری آفریقایی که روابط بدی با آمریکا دارد تلاش می‌کند عملیات تروریستی در آمریکا انجام دهد، همچنین معلوم می‌شود که تونی آلمیدا برای تروریست‌ها کار نمی‌کرده و فقط عامل نفوذی بوده و با گروه بیل بیوکانان همراه بوده‌است.
در این اپیزودها حمله‌ای به کاخ سفید می‌شود و می‌خواهند رئیس‌جمهور الیسون تیلور را وادار به خواندن بیانیه‌ای علیه آمریکا کنند که با فداکاری بیل (که منجر به مرگش می‌شود) و شجاعت جک باور این خطر خنثی می‌شود و حمله تروریست‌ها ناموفق می‌ماند.

## اپیزودهای پایانی
در این اپیزودها جک متوجه می‌شود که تونی قصد دیگری دارد و می‌خواهد با نابودی افراد سر راه خود انتقام مرگ میشل را از عوامل فسادی که در دولت آمریکا نفوذ داشتند بگیرد ولی جک متوجه می‌شود و مانع تونی می‌شود، همچنین جک در این فصل در جریان عملیاتی (با کمک تونی) در معرض گازهای خطرناک قرار می‌گیرد و آلوده می‌شود که در آخر فصل با انجام عملی با استفاده از سلول‌های وراثتی درمان می‌شود و زنده می‌ماند.
رئیس تروریست‌ها آلن ویلسون است که نقش ترور دیوید پالمر و میشل دسلر را کشیده بود و تونی می‌خواهد انتقام همسرش را از او بگیرد ولی دستگیر می‌شود و به زندان می‌رود

## شخصیت‌ها
| نام بازیگر      | نام شخصیت     | عنوان شخصیت               |
| --------------- | ------------- | ------------------------- |
| کیفر ساترلند    | جک باور       | مأمور ویژه (کاراکتر اصلی) |
| کارلس برنارد    | تونی آلمیدا   | دوست جک                   |
| آنی ورسچینگ     | رنه واکر      | مأمور اف‌بی‌آی              |
| مری لین راجسکوب | کلوئی آبرایان | دوست جک                   |
| چری جونز        | الیسون تایلر  | رئیس‌جمهور آمریکا          |
| جیمز موریسون    | بیل بیوکانون  | دوست جک                   |
| جفری نردلینگ    | لری ماس       | مأمور اف‌بی‌آی              |
| جانین گاروفالو  | جنیس گلد      | مأمور اف‌بی‌آی              |
| ریس کوبرو       | سین هیلینگر   | مأمور اف‌بی‌آی              |
| کلم فیور        | هنری تیلور    | همسر رئیس‌جمهور آمریکا     |
| باب گانتون      | ایتان کنین    | مشاور رئیس‌جمهور           |

## دیگر موارد
از جمله کسانی که در این فصل می‌میرند یا دستگیر می‌شوند.
| تونی آلمیدا: دستگیر می‌شود. |
| بیل بیوکان: کشته می‌شود.    |
| لری ماس: کشته می‌شود.       |

### تروریست‌ها
| تروریست‌های اصلی                                                  |
| ---------------------------------------------------------------- |
| ایکه دوباکو: ژنرال کشور آفریقایی مخالف آمریکا و دست نشانده جوما. |
| ژنرال جوما: رئیس کشور سانگالا که مخالف آمریکاست.                 |

## پیوست‌ها
- سریال ۲۴
- ۲۴ (فصل ۶)
- ۲۴ (فصل ۸)
- فهرست سریال‌های آمریکایی
- سینمای آمریکا